# Jaroslav Levinský
Jaroslav Levinský (Valašské Meziříčí, República Txeca, 11 de febrer de 1981) és un jugador de tennis professional txec.
En la seua carrera va aconseguir cinc títols de dobles masculins i va arribar a vuit finals. Va arribar a disputar una final de Grand Slam en dobles mixts a l'Open d'Austràlia l'any 2010.

## Torneigs de Grand Slam

### Dobles mixts: 1 (0−1)
| Resultat  | Núm. | Any  | Torneig          | Parella             | Oponents                | Marcador |
| --------- | ---- | ---- | ---------------- | ------------------- | ----------------------- | -------- |
| Finalista | 1.   | 2010 | Open d'Austràlia | Iekaterina Makàrova | Cara Black Leander Paes | 5–7, 3–6 |

## Palmarès

### Individual: 15 (5−10)
| Llegenda (pre/post 2009)                                 |
| -------------------------------------------------------- |
| Grand Slams (0−0)                                        |
| Tennis Masters Cup / ATP Finals (0−0)                    |
| ATP Masters Series / ATP World Tour Masters 1000 (0−0)   |
| ATP International Series Gold / ATP World Tour 500 (0−0) |
| ATP International Series / ATP World Tour 250 (5−10)     |

| Títols per superfície |
| --------------------- |
| Dura (0−2)            |
| Gespa (0−0)           |
| Terra batuda (4−4)    |
| Moqueta (1−4)         |

| Resultat  | Núm. | Data                   | Torneig                   | Superfície   | Parella          | Oponents                             | Marcador            |
| --------- | ---- | ---------------------- | ------------------------- | ------------ | ---------------- | ------------------------------------ | ------------------- |
| Guanyador | 1.   | 12 de juliol de 2004   | Amersfoort, Països Baixos | Terra batuda | David Škoch      | José Acasuso Luis Horna              | 6−0, 2−6, 7−5       |
| Finalista | 1.   | 19 de juliol de 2004   | Umag, Croàcia             | Terra batuda | David Škoch      | José Acasuso Flavio Saretta          | 6−4, 2−6, 4−6       |
| Finalista | 2.   | 25 d'octubre de 2004   | Sant Petersburg, Rússia   | Moqueta (i)  | Dominik Hrbatý   | Arnaud Clément Michaël Llodra        | 3−6, 2−6            |
| Guanyador | 2.   | 30 de gener de 2006    | Zagreb, Croàcia           | Moqueta (i)  | Michal Mertiňák  | Davide Sanguinetti Andreas Seppi     | 7−6(6), 6−1         |
| Finalista | 3.   | 27 de febrer de 2006   | Las Vegas, Estats Units   | Dura         | Robert Lindstedt | Bob Bryan Mike Bryan                 | 3−6, 2−6            |
| Guanyador | 3.   | 24 de juliol de 2006   | Umag                      | Terra batuda | David Škoch      | G. García López Albert Portas        | 6−4, 6−4            |
| Finalista | 4.   | 9 d'octubre de 2006    | Moscou, Rússia            | Moqueta (i)  | František Čermák | Fabrice Santoro Nenad Zimonjić       | 1−6, 5−7            |
| Finalista | 5.   | 23 d'octubre de 2006   | Lió, França               | Moqueta (i)  | František Čermák | Julien Benneteau Arnaud Clément      | 2−6, 7−6(3), [7−10] |
| Finalista | 6.   | 29 de gener de 2007    | Zagreb                    | Moqueta (i)  | František Čermák | Michael Kohlmann Alexander Waske     | 6−7(5), 6−4, [5−10] |
| Finalista | 7.   | 30 d'abril de 2007     | Múnic, Alemanya           | Terra batuda | Jan Hájek        | Philipp Kohlschreiber Mikhaïl Iujni  | 1−6, 4−6            |
| Finalista | 8.   | 23 de juliol de 2007   | Umag (2)                  | Terra batuda | David Škoch      | Lukáš Dlouhý Michal Mertiňák         | 1−6, 1−6            |
| Guanyador | 4.   | 7 de juliol de 2008    | Gstaad, Suïssa            | Terra batuda | Filip Polášek    | Stéphane Bohli Stanislas Wawrinka    | 3−6, 6−2, [11−9]    |
| Guanyador | 5.   | 13 de juliol de 2009   | Båstad, Suècia            | Terra batuda | Filip Polášek    | Robert Lindstedt Robin Söderling     | 1−6, 6−3, [10−7]    |
| Finalista | 9.   | 27 de juliol de 2009   | Gstaad                    | Terra batuda | Filip Polášek    | Marco Chiudinelli Michael Lammer     | 4−6, 4−6            |
| Finalista | 10.  | 28 de setembre de 2009 | Kuala Lumpur, Malàisia    | Dura (i)     | Igor Kunitsyn    | Mariusz Fyrstenberg Marcin Matkowski | 2−6, 1−6            |

## Trajectòria

### Dobles masculins
| Open d'Austràlia | A   | A   | A     | 1R    | 1R    | 3R    | 1R    | A     | 1R  | A   | A   | A    | A   | 0 / 5     | 2 – 5     |
| Roland Garros | A   | A   | 1R    | 2R    | 1R    | 1R    | 1R    | 3R    | A   | A   | A   | 1R   | 1R  | 0 / 8     | 3 – 8     |
| Wimbledon | 1R  | A   | 1R    | 3R    | 1R    | 3R    | 1R    | 1R    | A   | A   | A   | 1R   | 2R  | 0 / 9     | 5 – 9     |
| US Open | 2R  | A   | 2R    | 2R    | 2R    | 1R    | 1R    | 3R    | A   | A   | A   | 2R   | 1R  | 0 / 9     | 7 – 9     |
| Total Victòries−Derrotes | 4−5 | 5−5 | 13−10 | 17−24 | 31−30 | 19−25 | 14−19 | 20−16 | 1−6 | 0−0 | 0−0 | 4−10 | 1−3 | 130 – 154 | 130 – 154 |
| Rànquing a final d'any | 101 | 96  | 57    | 61    | 27    | 43    | 82    | 37    | 511 | –   | –   | 280  | 520 |           |           |
| Llegenda: G: Guanyador; F: Finalista; SF: Semifinalista; QF: Quarts de final; Q: Qualificació; A: Absent; RR: Round Robin; NC: No celebrat |     |     |       |       |       |       |       |       |     |     |     |      |     |           |           |

### Dobles mixts
| Open d'Austràlia | A  | A  | A  | A | A | F | A | A | A  | A  | 0 / 1 | 4 – 1 |
| Roland Garros | A  | A  | A  | A | A | A | A | A | A  | A  | 0 / 0 | 0 – 0 |
| Wimbledon | 2R | 1R | 2R | A | A | A | A | A | 1R | 2R | 0 / 5 | 3 – 5 |
| US Open | A  | A  | A  | A | A | A | A | A | A  | 1R | 0 / 1 | 0 – 1 |
| Llegenda: G: Guanyador; F: Finalista; SF: Semifinalista; QF: Quarts de final; Q: Qualificació; A: Absent; RR: Round Robin; NC: No celebrat |    |    |    |   |   |   |   |   |    |    |       |       |